# Another Way (Teenage Bottlerocket)
Another Way è l'album d'esordio dei Teenage Bottlerocket, pubblicato nel 2003.

## Tracce
1. Be Stag – 2:12
2. Patrick – 0:50
3. Go-Go – 1:46
4. She Can't Think – 1:28
5. Senior Prom – 2:01
6. Mini Skirt – 1:48
7. Pull the Plug – 2:02
8. Rebound – 2:23
9. Opportunity – 2:48
10. Rathead – 1:33
11. Another Way – 3:24

## Formazione
- Ray Carlisle - basso elettrico, voce
- Joel Pattinson - chitarra
- Brandon Carlisle - batteria